# Thomas L. Sprague

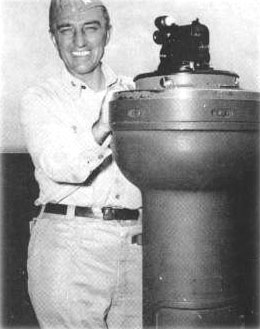
Thomas L. Sprague

Thomas Lamison Sprague (* 2. Oktober 1894 in Lima, Ohio; † 17. September 1972 in Chula Vista, Kalifornien) war ein Vizeadmiral der United States Navy während des Zweiten Weltkriegs. Er war Kommandant der Geleitflugzeugträger während der Seeschlacht vor Samar, eines Teils der See- und Luftschlacht im Golf von Leyte.

## Leben
Thomas Lamison Sprague wurde am 2. Oktober 1894 in Lima, Ohio, geboren. Er schloss 1917 die United States Naval Academy in Annapolis, Maryland. Mit Clifton Sprague, der mit ihm die Akademie abschloss, war er nicht verwandt.
Während des Ersten Weltkriegs diente Sprague an Bord des Kreuzers USS Cleveland, der von Juni 1917 bis April 1918 zur Konvoisicherung im Atlantik eingesetzt war. Nach einer kurzen Zeit an Land assistierte Sprague bei der Indienststellung des Zerstörers USS Montgomery im Juli 1918. Von Januar bis November 1920 erhielt er das Kommando über den Zerstörer. Nachdem er auf der Pensacola Naval Air Station eine Pilotenausbildung absolviert hatte, diente er von 1921 bis 1923 im Stab des Befehlshabers der Marineflieger im Pazifik, Admiral Henry V. Butler.
1926 wurde Sprague zum Aufklärungsgeschwader 1 auf die Maryland versetzt, bevor er 1928 zur San Diego Naval Air Station versetzt wurde. Zwischen 1931 und 1936 war Sprague Kommandant des Aufklärungsgeschwaders 6, Direktor des Motorenlabors der Philadelphia Naval Aircraft Factory sowie Air officer an Bord der Saratoga, bevor er 1937 als Superintendent des Marinefliegertrainings nach Pensacola kam. 1940/41 diente er als Executive Officer an Bord der Ranger während der Neutralitätspatrouillen im Atlantik. Im Februar 1942 erhielt er das Kommando über den neu in Dienst gestellten Geleitflugzeugträger Charger, das er bis zum Dezember 1942 innehatte. Nach fünf Monaten im Dienst des Stabes der Marineflieger der Atlantikflotte erhielt er im August 1943 das Kommando über die Intrepid, die er während der Angriffe auf Truk und die Marshallinseln kommandierte.
Im Juni 1944 wurde er zum Konteradmiral befördert und erhielt das Kommando über die Carrier Division 22, die die Angriffe auf Saipan im Juli und August und auf Morotai im September 1944 unterstützte. Während der See- und Luftschlacht im Golf von Leyte war er Oberbefehlshaber der 18 Geleitträger der Task Group 77.4 (“Taffy 1”) und Befehlshaber der Carrier Division 22. Für seinen Einsatz während der Schlacht am 25. Oktober 1944 erhielt Sprague das Navy Cross. Kurzzeitig befehligte er die Trainingsträger der Carrier Division 11, bevor er die Carrier Division 3 von April bis Juni 1945 vor Okinawa führte.
Bei Kriegsende hatte er das Kommando über die Task Force 38.1 während der letzten Luftangriffe auf die japanischen Heimatinseln. 1946 wurde er zum Chief of the Bureau of Naval Personnel ernannt, im August 1949 wurde Sprague zum Vizeadmiral befördert. Im Oktober 1949 wurde er Befehlshaber der Pacific Fleet Air Force, diesen Posten behielt er bis zum Ausscheiden aus dem aktiven Dienst im April 1952.
1956 kehrte er kurzzeitig in den aktiven Dienst zurück, um mit der Regierung der Philippinen über den Status der US-Basen im Land zu verhandeln.
Thomas Lamison Sprague starb am 17. September 1972 in Chula Vista, Kalifornien.